# Puits couvert de Vinzelles
Le puits couvert de Vinzelles est un puits situé sur le territoire de la commune de Vinzelles dans le département français de Saône-et-Loire et la région Bourgogne-Franche-Comté.

## Historique
Il fait l'objet d'une inscription au titre des monuments historiques depuis le 23 mai 1928.